# Port lotniczy Paro
Port lotniczy Paro (IATA: PBH, ICAO: VQPR) – międzynarodowy port lotniczy położony 6 km od Paro. Jest jedynym międzynarodowym portem lotniczym w Bhutanie.

## Linie lotnicze i połączenia
| Linia Lotnicza  | Kierunek |
| --------------- | --- |
| Bhutan Airlines | 1. Bangkok-Suvarnabhumi 2. Delhi 3. Katmandu 4. Kolkata Sezonowo: 1. Bengaluru (od 24 września 2024) 2. Gaja 3. Mumbaj (od 24 września 2024)                                                               |
| Druk Air        | 1. Bagdogra 2. Bangkok-Suvarnabhumi 3. Delhi 4. Dhaka 5. Gelekpʽu 6. Guwahati 7. Jakar 8. Katmandu 9. Kolkata 10. Singapur 11. Yongphulla Sezonowo: 1. Gaja 2. Mumbaj Czartery: 1. Ho Chi Minh 2. Hongkong |